# Organogènesi
L'organogènesi, paraula que deriva del grec: όργανον "amb `què es treballa", i γένεσις "origen, creació, generació") és el procés pel qual l'ectoderma, endoderma, i mesoderma es desenvolupen en òrgans interns de l'organisme.
Per tant, l'organogènesi és el conjunt de canvis que permeten que les capes embrionàries es transformin en els diferents òrgans que conformen un organisme. Abans d'això ocorre la formació d'òrgans rudimentaris, és a dir, la formació d'òrgans sense forma ni grandària definida.
L'organogènesi permet l'ordenació i formació de les diferents estructures corporals, més específicament la formació dels òrgans.
En els humans els organismes interns inicien el seu desenvolupament en l'úter dins la tercera a vuitena setmana de la fecundació.
Les capes germinatives en l'organogènesi difereixen per tres processos: Plecs, divisió i condensació. En els animals cordats es desenvolupen aviat en aquest estadi el tub neural i el notocord. Els animals vertebrats es desenvolupen des de la gàstrula de la mateixa manera. Els vertebrats desenvolupen una cresta neural que es diferencia en moltes estructures, incloent alguns ossos, músculs i components del sistema nerviós perifèric. El celoma es forma de la divisió del mesoderma al llarg de l'eix somita.
L'Embriologia humana, defineix com organogènesi el període comprès entre la tercera a la vuitena setmana de desenvolupament. En aquesta etapa (3a setmana), primer es produeix el pas d'embrió bilaminar a trilaminar (gastrulació); donant lloc a l'ectoderma, el mesoderma i l'endoderma embrionari. Aquests al seu torn, en les següents setmanes, es diferenciaran i especialitzaran donant lloc als diferents òrgans del cos, els esbossos dels quals quedaran conformats abans del tercer mes de gestació (període fetal).
El període d'organogènesi correspon a l'etapa més delicada i en el qual les influències externes van a produir majors conseqüències adverses, al condicionar el bon desenvolupament dels diversos òrgans del cos humà.
En les plantes l'organogènesi pot ocórrer des de les cèl·lules del callus totipotents.

## Capes germinals de l'embrió

### Ectoderma
L'ectoderma (del grec ecto, "extern" i derma, "pell") és una de les tres capes germinals de l'embrió, i la primera a formar-se. Es forma durant la fase de blàstula. D'aquí sorgiran les altres dues capes germinals, l'endoderma i el mesoderma durant la gastrulació.
Emergeix primer de l'epiblast durant la gastrulació i forma la capa externa de les capes germinatives.
De manera general, l'ectoderma es diferencia per formar el sistema nerviós (medul·la espinal, nervis perifèrics i cervell), l'esmalt dental i l'epidermis (les parts externes del integument). També forma el revestiment de la boca, anus, fosses nasals, glàndules sudorípares, pèl i ungles.

#### Parts de l'ectoderma
En els vertebrats, l'ectoderma pot formar-se per invaginació (formació del replegament d'una membrana, capa de teixit o fulla blastodèrmica que es dirigeix cap a l'interior d'una paret intestinal) o epibolia (els micròmers o petits blastòmers es multipliquen ràpidament i se situen envoltant als macròmers o blastòmers grans) i es divideix en tres parts: ectoderma extern (o ectoderma superficial), cresta neural i tub neural. Les dues últimes també es coneixen com a neuroextoderm.

#### Ectoderma extern
Es diferencia en els teixits epitelials:
- Pèls.
- Ungles.
- Plomes.
- Banyes.
- Peülles.
- Boca i epiteli de la cavitat nasal.
- Còrnia.
- Glàndules de la pell.
- Glàndules mamàries.

Així com les glàndules annexes a aquests (per exemple: les sudorípares) així com les mucoses de les obertures naturals del cos (cavitat bucal, fosses nasals, etc). També forma l'epiteli de revestiment i glandular de: tub digestiu, fetges, vies biliars, pàncrees, vies respiratòries, vesícula, uretra i pròstata, tiroide, paratiroide i estafa.

#### Cèl·lules de la cresta neural
A partir de la cresta neural es formen els melanòcits, el sistema nerviós perifèric, el cartílag facial i les dents, així com les cèl·lules de les línies germinals d'oòcits i espermatozous.

#### Tub neural
El tub neural es diferencia en diferents teixits del sistema nerviós central, format per l'engrossiment i enfonsament de la línia mitjana longitudinal de l'ectoderma.
- Cervell (romboencèfal, mesencèfal i prosencèfal).
- Medul·la espinal i nervis motors.
- Retina.
- Neurohipòfisi.

### Endoderm
L'endoderm és la capa de teixit fetal més interna i prima de les tres capes en què es divideix el teixit de l'embrió (o capes germinatives).
Depenent del grup animal, les cèl·lules embrionàries es poden diferenciar segons si tenen dos (animals diblásticos) o tres (triblásticos) capes germinatives.
Al llarg del procés de l'organogènesi la forma de les cèl·lules que formen el endoderm van variant. Inicialment observem una forma aplanada, mentre que cap al final del procés les cèl·lules adquireixen forma columnal.
En tractar-se d'una de les capes amb més antiguitat evolutiva en la diferenciació embrionària dels éssers vius, d'ella provenen molts dels òrgans més importants per a la supervivència de l'organisme.
De l'endoderma deriven, entre d'altres:
- El tub digestiu i les seves glàndules annexes.

- El revestiment interior d'alguns òrgans, com els pulmons.

- Teixit nerviós; epidermis i els seus derivats (pèl, cabell, ungles, esmalt dental).

- Glàndules del tracte gastrointestinal i òrgans gastrointestinals associats com el fetge, la vesícula biliar i el pàncrees.

- Epiteli o teixit connectiu que envolta: les amígdales, la faringe, la laringe, la tràquea, els pulmons, i el tracte gastrointestinal (excepte la boca, l'anus, i part de la faringe i el recte; que provenen de l'ectoderm).

- També forma l'epiteli de la trompa d'Eustaqui i la cavitat timpànica (a l'orella), la vagina i la uretra.

- Bufeta urinària.

- Sac vitel·lí.

- Alantoides.

En l'inici de l'organogènesi, la diferenciació entre l'embrió i el líquid exterior divideix el endoderma en dues parts: el endoderm embrionari i extraembrionario.

#### Endoderma embrionari
Com el seu nom ens indica, aquesta part del endoderm és precursora de les estructures a l'interior de l'embrió.
Entre les seves funcions més importants tenim que, juntament amb el mesoderm, s'encarreguen de la formació de la notocorda. Aquesta determina els eixos de l'embrió, però també indueix el plegament de l'endoderma. El solc intestinal s'invagina i acabarà formant el tub intestinal.

#### Endoderma extraembronário
Correspon a la part del endoderm que es queda fora de l'embrió i que conforma el sac vitel·lí.

### Mesoderma
El mesoderma és la última capa en formar-se durant el procés de desenvolupament de la gàstrula. És la capa germinal intermèdia de l'embrió en desenvolupament, se situa entre l'endoderma i l'ectoderma.
Durant la formació de el mesoderma aquesta fa omplint el blastocel, cavitat plena de fluid que es troba entre les altres dues capes cel·lulars. El seu procés de desenvolupament consisteix en la formació de vesícules, la cavitat interior és el celoma que conté el líquid celomàtic. Aquest líquid dur a terme diverses funcions, d'esquelet hidroestàtic, sistema de transport, eliminació de productes residuals i moviment dels gàmetes.
Segons aquestes vesícules es diferencies tres tipus de mesoderma:
- Acelomats: No conté cavitats internes, no es forma el celoma.

- Pseudocelomats: La cavitat interna són les restes del blastocel, per tant no està delimitat pel mesoderma.

- Celomats: El celoma està delimitat pel mesoderma.

Aquesta capa germinal es pot original de dues formes diferents:
- Esquisocèlia: les cèl·lules del mesoderma proliferen a partir de cèl·lules de l'endoderma situades a la regió del blastòpor. Aquestes es desplacen fins al punt entre l'ectoderma i l'endoderma.

- Enterocèlia: les cèl·lules del mesoderma s'originen a partir d'invaginacions de l'endoderma, aquestes invaginacions es produeixen a l'altura de l'arquènteron.

Aquesta capa anomenada mesoderma es diferència entre tres parts, segons la funció final que acaba desenvolupant cada una.

#### Mesoderma intermèdia
Dona lloc a la formació del sistema urogenital.

#### Mesoderma paraxial
Encarregat de la formació del teixit muscular esquelètic, ossi, cartilaginós i la dermis.

#### Mesoderma lateral
S'encarrega de la formació del sistema cardiovascular i sanguini, també de recobrir les cavitats corporals.

## Eixos de creixement
El desenvolupament de les extremitats es dona en 3 processos : la morfogènesi, el creixement i el patterning. Cada extremitat té polaritat per diferenciar els eixos de creixement (PD, AP, DV).

### Gens HOX i àcid retinoic
Les extremitats en humans es comencen a desenvolupar als 4 dies de gestació en primordis.
El patterning de les extremitats depèn d'interaccions cèl·lula - cèl·lula i podem distingir dues regions organitzadores crucials:
- L'Apical Ectodermal Ridge (AER): Permet la regionalització de l'eix Pròxim - Distal (PD).

- La Zone of Polarizing Activity (ZPA): Permet la regionalització de l'eix Antero - Posterior (AP).

Els gens Hox tenen una gran importància en l'organogènesi, ja que especifiquen on s'han d'originar les extremitats. Aquests gens confereixen identitat i instrueixen en el mesoderm la formació del primordi. L'àcid retinoic té un paper molt important en l'expressió dels gens Hox i el bloqueig d'aquest inhibeix la formació de les extremitats. Quan els gens Hox es troben sobreactivats o inactivats per mutacions es poden desenvolupar estructures corporals en el lloc erroni.
Un cop reconegut el territori, FGF10 es secreta en el mesoderm lateral i indueix la formació del primordi de les extremitats. La identitat de les extremitats ve donada per l'expressió de Tbx (Tbx5 per l'ala en el cas de la mosca i Tbx4 per la pota).

### La generació de l'eix proximo-distal (PD)
La zona de progressió o progress zone (PZ) actua com a informació posicional per explicar quines cèl·lules es desenvolupen a l'extremitat i està just per sota l'Apical Ectodermal Ridge (AER) que manté les cèl·lules en un estadi proliferatiu. Per tant, sense l'AER es redueix el creixement i s'obtenen extremitats truncades on manquen les parts distals.
Mentre les cèl·lules es van dividint es va interpretant la informació de l'AER. Aquest envia senyals al mesoderm. La molècula de FGF desencadena una via de senyalització que activa/desactiva els gens.
El patterning s'especifica per un gradient dual de RA i FGF. Si afegim FGF distalitzem i si agefim RA proximalitzem.

### L'especificació de l'eix antero-posterior (AP)
La zona d'activitat polaritzada (ZPA) és una regió amb propietats senyalitzadores. La ZPA pot especificar la posició AP produint un morfogen difusible, la concentració de morfogen pot especificar les cèl·lules al llarg de l'eix AP.
Shh (Sonic Hedgehog) és una proteïna expressada en el SHH i és el candidat per ser el morfogen; defineix un gradient pels dits, si n'hi ha molt els dits seran petits i si n'hi ha poc els dits seran grans.
Cal tenir present que l'expressió ectòpica de Sonic Hedgehog en l'extremitat anterior causa polidactília.

### Eix dorsiventral (DV)
L'ectoderm controla el DV, les plomes i els pels de la part dorsal. La separació del dígits es forma per apoptosi de la membrana interdigital.